# 国土交通大臣
国土交通大臣（こくどこうつうだいじん、英: Minister of Land, Infrastructure, Transport and Tourism）は、日本の国土交通省の長および主任の大臣たる国務大臣。
通称は国交相（こっこうしょう）、略称は国交大臣（こっこうだいじん）。

## 概説

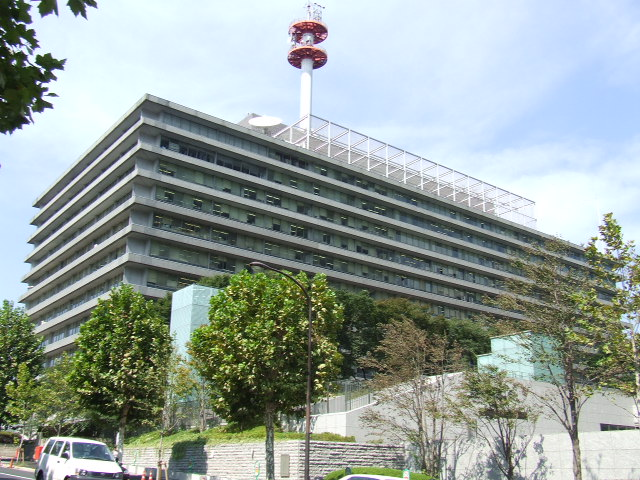
国土交通省が所在する中央合同庁舎第3号館

日本の国土交通省の主任の大臣である。国土の総合的、体系的な利用、開発、保全、そのための社会資本の整合的な整備、交通政策の推進等を担う。
また、国土交通大臣に就任した者は、国家安全保障会議設置法に基づき、国家安全保障会議の議員に就任する。
過去の運輸大臣・建設大臣・北海道開発庁長官、国土庁長官の職務を包括するものとして、2001年の中央省庁再編とともに置かれた。
自由民主党が参加する連立政権においては、国土交通大臣ポストは自民党と連立を組む相手に与えられる場合が多い。省庁再編後の初代国土交通大臣を務めたのは自民党議員ではなく、保守党党首の扇千景である。保守新党が自民党と合流した後は公明党枠であることが多く、これまでに、北側一雄・冬柴鐵三・太田昭宏・石井啓一・赤羽一嘉・斉藤鉄夫・中野洋昌が入閣している。特に第2次安倍内閣以降、自民党議員が国土交通大臣に就任したことは一度もない。
こうした事情もあり、2021年の第49回衆議院議員総選挙以降、自民党所属の現職国会議員で国土交通大臣への就任歴がある者は皆無となっている。
一方、民主党政権下では、与党第一党である民主党の議員が国土交通大臣を務めた。

## 名称
英語での呼称については「Minister of Land, Infrastructure, Transport and Tourism」とされている。2001年に国土交通大臣が設置された際、英語での呼称は「Minister of Land, Infrastructure and Transport」とされていたが、観光庁の設置が正式に決定されたのを機に2008年に改称された。

## シンボル
国土交通省の外局である海上保安庁では、「国土交通大臣旗」を制定している。旗のデザイン（旗章）については、2001年の依命通達「国土交通大臣旗について」により定められている。海上保安庁の船舶に国土交通大臣が乗船する際には、必ず当該の船舶に掲げられる。また、海上保安庁以外の船舶が、大臣旗や庁旗、長官旗などの「海上保安庁の旗」に類似した旗を掲げることは、海上保安庁法により禁じられている。

## 歴代大臣
- 辞令のある再任は就任日を記載し、辞令のない留任は就任日を記載しない。
- 党派の欄は、就任時、または、内閣発足時の所属政党を記載した。

| 代 | 氏名          | 氏名             | 内閣           | 内閣                        | 就任日         | 退任日         | 党派       | 備考     |
| -- | ------------- | ---------------- | -------------- | --------------------------- | -------------- | -------------- | ---------- | -------- |
| 1  |               | 扇千景（林寛子） | 第2次森内閣    | 改造内閣 （中央省庁再編後） | 2001年1月6日   | 2001年4月26日  | 保守党     |          |
| 2  | 第1次小泉内閣 | 第1次小泉内閣    | 2001年4月26日  | 2003年9月22日               | 再任           |                | 保守党     |          |
| 2  |               | 扇千景（林寛子） | 2001年4月26日  | 2003年9月22日               | 第1次改造内閣  | 留任           | 保守党     |          |
| 3  |               | 石原伸晃         |                | 第2次改造内閣               | 2003年9月22日  | 2003年11月19日 | 自由民主党 |          |
| 4  | 第2次小泉内閣 | 第2次小泉内閣    | 2003年11月19日 | 2004年9月27日               | 再任           |                | 自由民主党 |          |
| 5  |               | 北側一雄         |                | 改造内閣                    | 2004年9月27日  | 2005年9月21日  | 公明党     |          |
| 6  | 第3次小泉内閣 | 第3次小泉内閣    | 2005年9月21日  | 2006年9月26日               | 再任           |                | 公明党     |          |
| 6  |               | 北側一雄         | 2005年9月21日  | 2006年9月26日               | 改造内閣       | 留任           | 公明党     |          |
| 7  |               | 冬柴鐵三         | 第1次安倍内閣  | 第1次安倍内閣               | 2006年9月26日  | 2007年9月26日  | 公明党     |          |
| 7  |               | 冬柴鐵三         | 改造内閣       | 留任                        | 2006年9月26日  | 2007年9月26日  | 公明党     |          |
| 8  | 福田康夫内閣  | 福田康夫内閣     | 2007年9月26日  | 留任                        | 2008年8月2日   |                | 公明党     |          |
| 9  |               | 谷垣禎一         |                | 改造内閣                    | 2008年8月2日   | 2008年9月24日  | 自由民主党 |          |
| 10 |               | 中山成彬         | 麻生内閣       | 麻生内閣                    | 2008年9月24日  | 2008年9月28日  | 自由民主党 | 史上最短 |
| -  |               | （河村建夫）     | 麻生内閣       | 麻生内閣                    | 2008年9月28日  | 2008年9月29日  | 自由民主党 | 臨時代理 |
| 11 |               | 金子一義         | 麻生内閣       | 麻生内閣                    | 2008年9月29日  | 2009年9月16日  | 自由民主党 |          |
| 12 |               | 前原誠司         | 鳩山由紀夫内閣 | 鳩山由紀夫内閣              | 2009年9月16日  | 2010年6月8日   | 民主党     |          |
| 13 | 菅直人内閣    | 菅直人内閣       | 2010年6月8日   | 2010年9月17日               | 再任           |                | 民主党     |          |
| 14 |               | 馬淵澄夫         |                | 第1次改造内閣               | 2010年9月17日  | 2011年1月14日  | 民主党     |          |
| 15 |               | 大畠章宏         |                | 第2次改造内閣               | 2011年1月14日  | 2011年9月2日   | 民主党     |          |
| 16 |               | 前田武志         | 野田内閣       | 野田内閣                    | 2011年9月2日   | 2012年6月4日   | 民主党     |          |
| 16 |               | 前田武志         | 第1次改造内閣  | 留任                        | 2011年9月2日   | 2012年6月4日   | 民主党     |          |
| 17 |               | 羽田雄一郎       |                | 第2次改造内閣               | 2012年6月4日   | 2012年10月1日  | 民主党     |          |
| 17 | 第3次改造内閣 | 羽田雄一郎       | 2012年10月1日  | 2012年12月26日              | 留任           |                | 民主党     |          |
| 18 |               | 太田昭宏         | 第2次安倍内閣  | 第2次安倍内閣               | 2012年12月26日 | 2014年9月3日   | 公明党     |          |
| 18 |               | 太田昭宏         | 改造内閣       | 2014年9月3日                | 2014年12月24日 | 留任           | 公明党     |          |
| 19 | 第3次安倍内閣 | 第3次安倍内閣    | 2014年12月24日 | 2015年10月7日               |                | 留任           | 公明党     |          |
| 20 |               | 石井啓一         |                | 第1次改造内閣               | 2015年10月7日  | 2016年8月3日   | 公明党     |          |
| 20 |               | 石井啓一         | 第2次改造内閣  | 2016年8月3日                | 2017年8月3日   | 留任 歴代最長  | 公明党     |          |
| 20 |               | 石井啓一         | 第3次改造内閣  | 2017年8月3日                | 2017年11月1日  | 留任 歴代最長  | 公明党     |          |
| 21 | 第4次安倍内閣 | 第4次安倍内閣    | 2017年11月1日  | 2018年10月2日               |                | 留任 歴代最長  | 公明党     |          |
| 21 |               | 石井啓一         | 第1次改造内閣  | 2018年10月2日               | 2019年9月11日  | 留任 歴代最長  | 公明党     |          |
| 22 |               | 赤羽一嘉         |                | 第2次改造内閣               | 2019年9月11日  | 2020年9月16日  | 公明党     |          |
| 23 | 菅義偉内閣    | 菅義偉内閣       | 2020年9月16日  | 2021年10月4日               | 留任           |                | 公明党     |          |
| 24 |               | 斉藤鉄夫         | 第1次岸田内閣  | 第1次岸田内閣               | 2021年10月4日  | 2021年11月10日 | 公明党     |          |
| 25 | 第2次岸田内閣 | 第2次岸田内閣    | 2021年11月10日 | 2022年8月10日               | 再任           |                | 公明党     |          |
| 25 |               | 斉藤鉄夫         | 第1次改造内閣  | 2022年8月10日               | 2023年9月13日  | 留任           | 公明党     |          |
| 25 | 第2次改造内閣 | 斉藤鉄夫         | 2023年9月13日  | 2024年10月1日               |                | 留任           | 公明党     |          |
| 26 | 第1次石破内閣 | 第1次石破内閣    | 2024年10月1日  | 2024年11月11日              |                | 留任           | 公明党     |          |
| 27 |               | 中野洋昌         | 第2次石破内閣  | 第2次石破内閣               | 2024年11月11日 | 現職           | 公明党     |          |

## 記録
- 連続最長在任記録：1436日（3年11か月） - 石井啓一